# Liste der Baudenkmale in Prislich
In der Liste der Baudenkmale in Prislich sind alle Baudenkmale der Gemeinde Prislich (Landkreis Ludwigslust-Parchim) und ihrer Ortsteile aufgelistet (Stand: Januar 2021).

## Prislich
| ID | Lage                            | Bezeichnung                     | Beschreibung                                              | Bild |
| -- | ------------------------------- | ------------------------------- | --------------------------------------------------------- | ---- |
|    | Fritz-Reuter-Straße 1 (Karte)   | Bauernhof mit Wohnhaus          |                                                           |      |
|    | Willi-Fründt-Straße             | Gefallenendenkmal 1914/18       |                                                           |      |
|    | Theodor-Körner-Straße 2 (Karte) | Häuslerei                       | Theodor-Körner-Straße 2; ab 2016 umbenannt in Häuslerei 2 |      |
|    | Theodor-Körner-Straße 4 (Karte) | Häuslerei                       | Theodor-Körner-Straße 2; ab 2016 umbenannt in Häuslerei 2 |      |
|    | Waldstraße 3 (Karte)            | Büdnerei, Stall und Ziehbrunnen |                                                           |      |
|    | Waldstraße 4 (Karte)            | Büdnerei                        |                                                           |      |
|    | Willi-Fründt-Straße 27 (Karte)  | Scheune                         |                                                           |      |
|    | Willi-Fründt-Straße 29 (Karte)  | Büdnerei und Scheune            |                                                           |      |

## Neese
| ID | Lage                                              | Bezeichnung                                                                 | Beschreibung | Bild                                                                        |
| -- | ------------------------------------------------- | --------------------------------------------------------------------------- | --- | --------------------------------------------------------------------------- |
|    | Fritz-Reuter-Straße 37 (Karte)                    | Gutsanlage mit Gutshaus, Torpfeiler, Park und Schnitterkaserne, Wiesenweg 2 | 2-gesch., unsanierter Putzbau auf Sockelgeschoss mit Zwerchgiebel und Satteldächern; Gut der Familien von Wenckstern (ab 1684), von der Jahn (ab 1732), Kruse, von Rantzau, von Benzon, von Dannenberg, von Krüegsheim, Lütken, Walbrecht, Bachmann und von Rodde (um ab 1930). | Gutsanlage mit Gutshaus, Torpfeiler, Park und Schnitterkaserne, Wiesenweg 2 |
|    | Fritz-Reuter-Straße (Karte)                       | Pfarrhaus                                                                   | |                                                                             |
|    | Kastanienallee mit Kopfsteinpflasterung und Allee |                                                                             | |                                                                             |
|    | Fritz-Reuter-Straße (Karte)                       | Kirche, Glockenstuhl und Gefallenendenkmal 1914/18                          | Fachwerkbau von 1753; 3-seitiger Ostabschluss; Flügelaltar von 1681, mittelalterlicher Schrein. | Kirche, Glockenstuhl und Gefallenendenkmal 1914/18                          |
|    | Kirchhof                                          | Grabkreuz S. Moeller                                                        | | Grabkreuz S. Moeller                                                        |
|    |                                                   | Familienbegräbnis Bachmann                                                  | | Familienbegräbnis Bachmann                                                  |
|    | (Karte)                                           | Gefallenendenkmal 1914/18                                                   | | Gefallenendenkmal 1914/18                                                   |
|    | Neue Straße (Karte)                               | großer Stall                                                                | |                                                                             |

## Werle
| ID | Lage                              | Bezeichnung                          | Beschreibung | Bild                                 |
| -- | --------------------------------- | ------------------------------------ | --- | ------------------------------------ |
|    | Fritz-Reuter-Straße 25/27 (Karte) | Wohnhaus                             | |                                      |
|    | Parkstraße (Karte)                | Kirche mit Glocke und Friedhofsmauer | Spätgotischer, flachgedeckter Feldsteinbau, nach Brand von 1719 restauriert und verlängert; Balkendecke von 1724; Ausstattung auch von um 1724. | Kirche mit Glocke und Friedhofsmauer |
|    | Schulweg 1 (Karte)                | ehemalige Schule                     | |                                      |